# La Laguna de Mijal
La Laguna de Mijal es una localidad peruana ubicada en el distrito de Chalaco, perteneciente a la provincia de Morropón del departamento de Piura, al norte del Perú. 

## Ubicación
La Laguna de Mijal se ubica al noreste de la provincia de Morropón, en el distrito de Chalaco, en el departamento de Piura.

## Demografía
En 2017 La Laguna de Mijal tenía una población de 9 habitantes.
| Gráfica de evolución demográfica de La Laguna de Mijal entre 1993 y 2017 |
|                                                                          |
| Fuentes: Población 1993 y 2017                                           |